# Янош I Запойяи
Я́нош I За́пойяи (Со́пойяи, венг. Zápolyai / Szapolyai János; хорв. Ivan Zapolje, Ivan Zapoljski, пол. Jan Zápolya); 2 февраля 1487 — 22 июля 1540) — венгерский государственный деятель хорватского происхождения, князь Трансильвании и король Венгрии, сын палатина Иштвана Запойяи (Степана Запольского) и Ядвиги Тешинской, дочери князя Пшемыслава II Цешинского и его жены Анны, дочери князя Болеслава IV Варшавского, представителя Мазовецкой линии Пястов. 
Брат Барбары Запойяи — первой супруги короля Польши Сигизмунда I Старого. Потомок Тврде Заполье (Tvrde Zapolje) — основателя Тврдич-града в Хорватии. С 10 ноября 1526 года Янош Запойяи был предпоследним королём-уроженцем Венгерского королевства и последним — под властью которого хотя бы номинально находилась вся территория данного королевства (реально — Восточно-Венгерское королевство).

## Биография
Янош I Запойяи родился в Спишском Граде, на территории современной Словакии.
В 1510 году Янош попросил руки принцессы Анны. Возможно, что его назначение в 1511 воеводой Трансильвании имело целью держать его подальше от столицы.
В 1514 году Запойяи, совместно с Иштваном Батори, подавил крестьянское восстание Дьёрдя Дожи.

Королевский герб Яноша Запойяи

После смерти Владислава (Уласло) II стал регентом при малолетнем короле Людовике (Лайоше) II. Пытался добиться своего назначения палатином, но вместо него был назначен Иштван (Стефан) IV Баторий, отец Стефана, будущего короля Польши. Клановое соперничество между Запойяи и Батори во многом помогло туркам взять крепость Белград в 1521 году.
После поражения в сражении при Мохаче и гибели Людовика II — было проведено два сейма, избравших двух разных королей. 16 октября Янош был избран королём в Токае. Коронован 11 ноября 1526 года. Безуспешно просил руки вдовы Людовика II — Марии Австрийской. Конкурентом Запольского стал Фердинанд I Габсбург, будущий император Священной Римской империи, избранный 16 декабря в Пресбурге — тогда этот город носил название Пожонь (венг. Pozsony).
В 1527—1528 годах армия Фердинанда вторглась в Венгрию, разбила войска Запойяи и изгнала его из отечества в Польшу. Находясь в изгнании, Янош Запойяи обратился в 1528 году за помощью к Османской империи.
10 мая 1529 года началось вторжение Сулеймана Великолепного в Венгерские пределы. В ходе этой кампании османские войска выбили силы Габсбургов из страны, вплотную подошли к Вене — и восстановили власть Яноша в большей части Венгрии. Янош Запойяи в июле 1529 года принуждён был принести вассальную присягу турецкому султану — и тогда лишь был признан им королём Венгрии.
В 1531 году Фердинанд I направил в Константинополь дипломатическую миссию для
заключения мирного договора с султаном… В 1533 году Фердинанд согласился платить дань туркам.
В 1538 году Янош Запойяи заключил тайный трактат с Фердинандом, признав Габсбурга своим наследником — в обмен на военную помощь против турок. Однако уже в следующем, 1539 году Янош женился на дочери польского короля Сигизмунда Старого — Изабелле Ягеллонке. От этого брака за месяц до смерти Яноша родился его сын Янош II Сигизмунд, которому Янош I в 1540 году и завещал королевство. После смерти Яноша I турки захватили стольную Буду. Это случилось в 1541 году.